# 12. századi reneszánsz

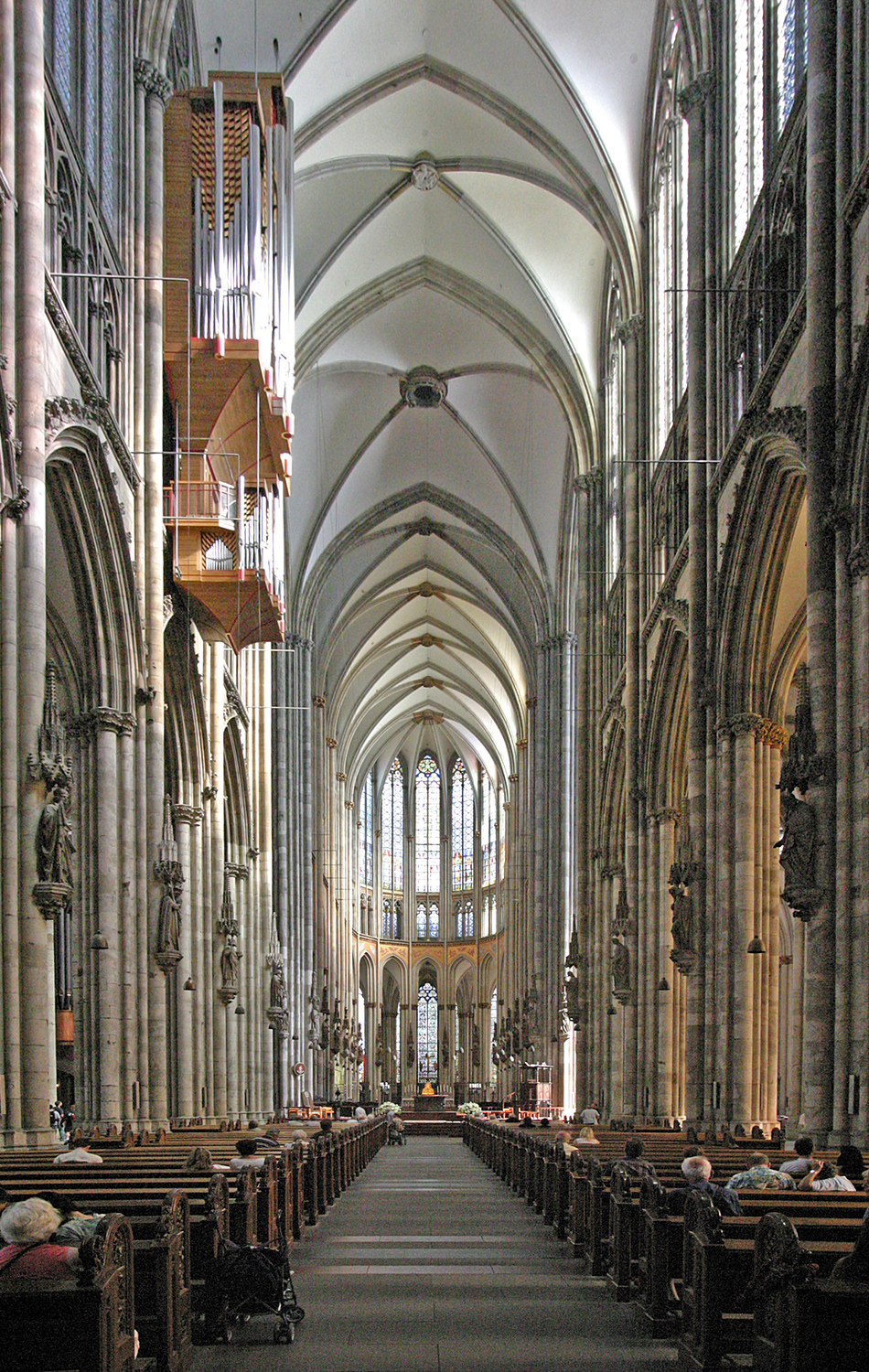
A technológiai fejlődés tette lehetővé a gótikus stílus kifejlődését – a kölni dóm főhajójának boltozata.

A 12. századi reneszánsz a késő középkor kezdetén sok változás időszaka volt. Magában foglalta a társadalmi, politikai és gazdasági átalakulásokat, valamint Nyugat-Európa szellemi újraéledését. 
Ekkor Európában jelentős szociális, politikai, gazdasági és technológiai változások zajlottak le. Ebben a korszakban zajlott le a középkori európai intellektuális élet, kultúra feltámadása, amely erőteljesen támaszkodott az ókor filozófiai és tudományos eredményeire. A korszak során lezajló változások teremtették meg az alapját a reneszánsz néven ismert kulturális és művészeti forradalomnak, amelynek kezdetét Itáliában a 14. századra, Európa többi részén a 15-16. századra teszik, illetve a 17. századtól beinduló tudományos forradalomnak.

## A 12. századi reneszánsz a történetírásban
Az amerikai Charles H. Haskins volt az első történész, aki részletesen elemezte a késő középkori reneszánszt, amelynek kezdetét 1070-re tette. 1927-ben így írt erről a korszakról:

„(Európa a 12. században) sok tekintetben a változások, a megújulás kora volt. Ez volt a keresztes hadjáratok kora, az első városok felemelkedésének és a központosított államok kialakulásának kora. Ebben a korban érte el csúcspontját a román stílus és adta át helyét a gótikus stílusnak, ekkor jelentek meg az első irodalmi alkotások a köznép nyelvén, ekkor fedezték fel a latin klasszikus irodalmat és költészetet, a római jogot, valamint ekkor készültek el az ókori görög tudósok, filozófusok munkáinak latin fordításai, nemegyszer arab közvetítéssel. Ekkor jöttek létre az első egyetemek is. A 12. század sok tekintetben rajta hagyta kézjegyét a későbbi korok felsőoktatási rendszerén, a skolasztikus filozófián, befolyásolta az európai jogi rendszer, az építészet, szobrászat és irodalom fejlődését…”

Magyarországon Váczy Péter középkor-történeti műve terjesztette el a fogalmat, a 12. századi reneszánsz napjaink egyik legjelentősebb kutatója Jacques Le Goff volt.

## A 12. századi reneszánsz területei

### Gazdaság és kereskedelem
Észak-Európa legfontosabb kereskedelmi szervezetét, a Hanza-szövetséget a 12. században alapították, amely egybeesik a szövetség központjának, Lübeck városának újraalapításával 1158–1159-ben. A Német-Római Birodalom északi városai sorra léptek be a szövetségbe, mint pl. Hamburg, Stettin, Bréma és Rostock. A Hanza kereskedelmi régió nyugati határa London és Brugge, keleti határa Novgorod, míg északon Bergen határolta. Ebben a korszakban kezdődött meg a németek betelepülése Európa keleti részére, a birodalom határain kívül, Poroszország és Szilézia területeire.
A 13. század végén egy a velencei kereskedő és utazó, Marco Polo lett az első európaiak egyike, aki végigutazott a kínai selyemúton. Marco Polo visszatérése után Il Milione címen adta ki emlékiratait az utazásairól, ami felkeltette Nyugat-Európa érdeklődését a Távol-Kelet iránt és nyomában számos kereskedő és misszionárius kereste fel ezt a vidéket.

### Tudomány

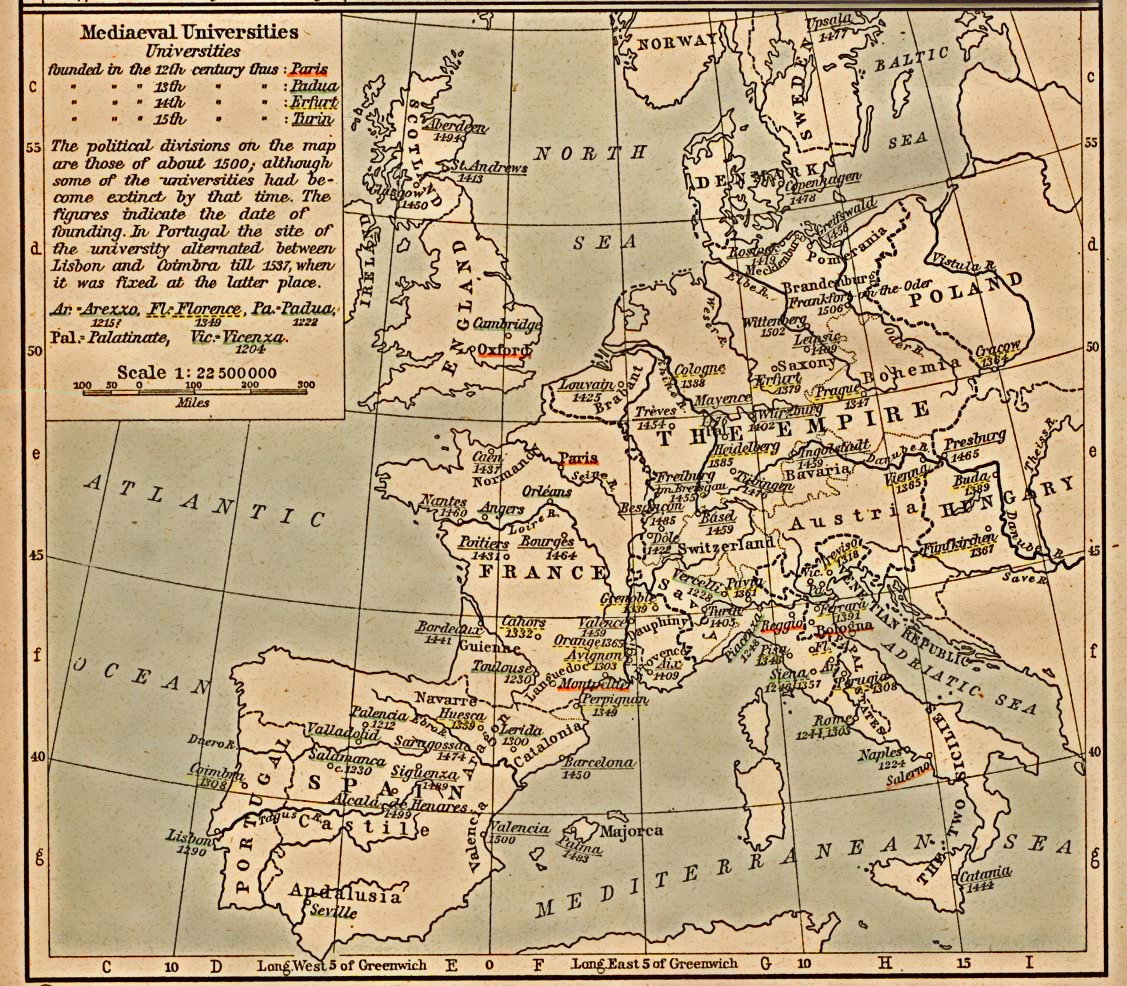
Középkori egyetemek térképe

A 12. század előtt a középkori tudományos és filozófiai élet néhány antik görög forráson alapult, amely a Nyugatrómai Birodalom felbomlása után is elérhető volt, de Európa nagy része hosszú évszázadokra teljesen elveszített minden kapcsolatot az ókori görög és római kultúra vívmányaival. A 12. század során azonban az európaiak egyre gyakoribb kapcsolatba kerültek az iszlám világgal, a háborúskodáson kívül kulturális és kereskedelmi kapcsolatok is kiépültek. A két kultúra találkozásának központjai az ibériai-félszigeten Al-Andalus és szicíliai normann királyság voltak, de a keresztes hadjáratok, a reconquista, a Bizánci Birodalommal való rendszeres kapcsolatok mind lehetővé tették, hogy az ókori görög és középkori arab filozófusok, tudósok legfontosabb munkái latin nyelven elérhetők lettek. Ezek között voltak Arisztotelész, Eukleidész, Ptolemaiosz, Plótinosz, Geber, al-Hvárizmi, ar-Rázi, Abulcasis, Alhazen, Avicenna, Avempace és Averroës művei. Ezzel egyidőben alakultak meg az első egyetemek, amelyek  tevékeny részt vettek a szövegek lefordításában és terjesztésében és megteremtették az első tudományos közösségek működésének feltételeit.

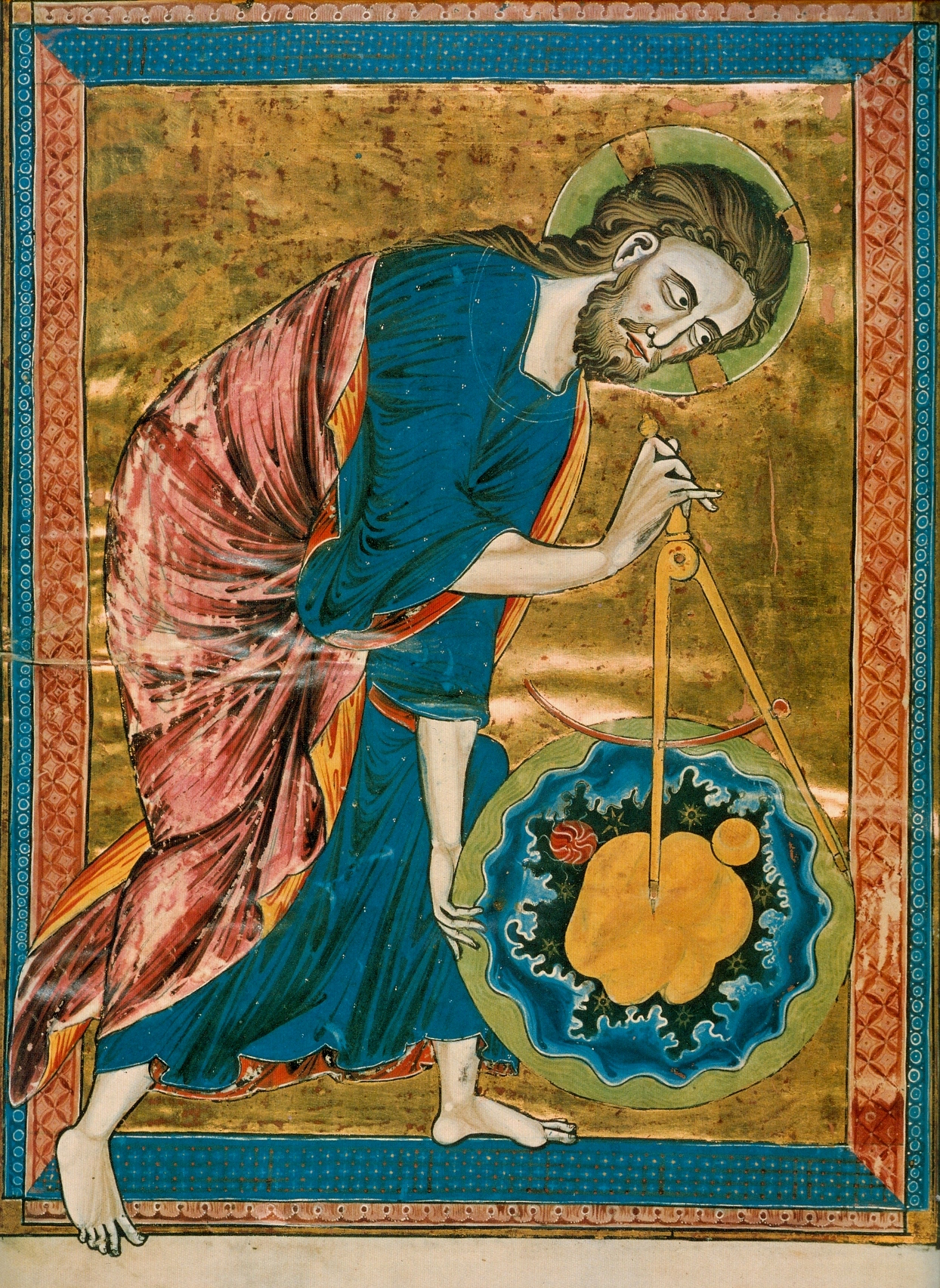
A középkori tudósok az isteni teremtés alapelveit és harmóniáját szerették volna jobban megérteni a geometria tanulmányozásával. Ezen a 13. századi kézirat miniatúráját az iránytű a teremtés szimbóluma.

A 13. század elejére többé-kevésbé megbízható latin fordítás állt rendelkezésre az ókor összes fontos gondolkodójától, ami lehetővé tette eredményeik széles körű tanulmányozását az egyetemeken és a kolostorokban. Megjelentek az első tudósok, akik ezekre a művekre alapozva folytatták kutatásaikat, mint pl. Robert Grosseteste, Roger Bacon, Albertus Magnus és Duns Scotus. A tudományos módszer első jelei tetten érhetők Grosseteste munkáiban, aki a matematika fontosságát hangsúlyozta a természet megértéséhez, és tanítványa, Bacon filozófiájában, aki a kísérleti tudományosság egyik első képviselője volt és azt hangoztatta Opus Majus c. művében, hogy minden tudásnak a tapasztalatra kell épülnie.
A 14. század első felében fontos tudományos eredmények születtek, elsősorban a skolasztikus közösségeken belül, akik Arisztotelész tudományos munkáira alapozták tevékenységüket. William Ockham bevezette az Occam borotvája néven ismert alapelvet, mely szerint "sokaság szükségtelenül nem tételezhető", vagyis a természettudósoknak a jelenségek magyarázatakor nem szabad az okokat gyarapítani Jean Buridan és Nicole Oresme továbbvitték Arisztotelész mechanikai kutatásait, különösen Buridan, aki kifejlesztette a mozgó testek tehetetlenségére vonatkozó első elméletet és hozzájárult a klasszikus mechanika kialakulásához. Az oxfordi egyetem kutatóinak egy csoportja a mozgó testek viselkedésének matematikai modellezésével foglalkozott, amivel jóval megelőzték Galileo Galilei munkásságát.
A 14. század során a pestisjárványok és az ezt követő társadalmi-gazdasági felfordulás véget vetett a korábbi évszázadok élénk tudományos-filozófiai életének, de a két évszázaddal később meginduló tudományos forradalom lényegében ennek a korszaknak a vívmányaira épült.

### Technológia

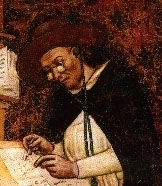
Hugh de Provence portréja, Tomasso da Modena festménye (1352)

A 12. század során radikális változásokat hozott a technológiai újítások területén: kevesebb, mint egy évszázad alatt több újítást vezettek be sikeresen a gazdaság és a társadalom különböző területeire, mint az ezt megelőző egy évezred során. Ebben a korszakban fejlesztettek ki olyan alapvető technikai újításokat, amelyek meghatározó szerepet játszottak a későbbi korszakokban és lényegében napjainkban is, mint a nyomtatás, a puskapor, a szemüveg, a távcső, mechanikus óra és tengerjáró hajók. A tengerjáró hajókra, az egyre pontosabb navigációs eszközökre és a puskaporra épülve indult meg a nagy európai felfedezések kora.
Alfred Crosby összefoglalta a korszak technológiai forradalmának néhány vívmányát a The Measure of Reality : Quantification in Western Europe, 1250-1600 című könyvében:
- A szélmalom legkorábbi említése 1185-ből származik, az angliai Yorkshire-ben jelent meg.
- Az első papírmanufaktúrák 1270 körül jelentek meg Itáliában.
- A rokka feltehetően indiai közvetítéssel a 13. század során terjedt el Európában.
- A mágneses iránytű a 12. század végén érte el Európát.
- Az első szemüvegeket szintén Itáliában készítették 1280 körül.
- Az asztrolábium az iszlám hódítás alatt álló Spanyolországból került át a keresztény Európába.
- Fibonacci használta először rendszerszerűen a Hindu–arab_számírást Európában az 1202-ben kiadott Liber Abaci könyvében (habár korábban már II. Szilveszter pápa is érdeklődött iránta).
- 1180 körül jelent meg a hajók tatjára szerelt kormánylapát első ábrázolása.

### Skolasztika
Az európai filozófia egyik fontos irányzata, a skolaszticizmus a 12. század vége felé fejlődött ki az ókori filozófusok, elsősorban Arisztotelész, valamint a középkori zsidó és muzlim filozófusok, elsősorban Averroes, Avicenna és Maimonidész műveinek tanulmányozása során. A skolasztikusok a tapasztalatokra épülő tudásban hittek és elsősorban a katolikus egyház tanításait kísérelték meg tudományos úton megközelíteni és alátámasztani. A skolasztikusok ellenezték a keresztény misztikusok tanait, valamint a platóni-szent ágostoni dualizmust. Az egyik leghíresebb skolasztikus Aquinói Szent Tamás, aki élen járt a platonizmus és Hippói Szent Ágoston tanainak felülvizsgálatában. Tamás szétválasztotta egymástól a tudást és a hitet, mely által egyben a filozófiát és a vallást is különvette. E szétválasztásra, szerinte, két okból van szükség, mivel az ember kétféle úton juthat az igazság birtokába: egyrészt értelmi munka által, minden külső segítség nélkül. Ezen igazságokat nevezi értelmi igazságoknak. Másrészt, az igazság kinyilatkoztatás révén ismerhető meg, melyet hitigazságnak nevez.
További nevezetes skolasztikus filozófusok voltak még Roscellinus, Pierre Abélard és Petrus Lombardus. A korszak egyik fontos problémája volt az ún. univerzália-vita volt: Porphüriosz nyomán Boethius (470-525) veti fel az ókorra, Arisztotelész munkásságáig visszanyúló kérdést: „Vajon a nemek és a fajok (az absztrakt fogalmak) valamilyen tekintetben önállóan léteznek-e, vagy pusztán az értelemben helyezkednek el? Ha önállóan léteznek, vajon […] az érzékelhető egyedektől elkülönítve léteznek-e, vagy pedig az egyedekbe beléhelyezett módon?” A korszak prominens, nem-skolasztikus filozófusai Canterburyi Anselm, és Clairvaux-i Szent Bernát.

## Lásd még
- Középkori latin irodalom
- Antik művészet
- Romanika
- Gótika
- Reneszánsz
- Az iszlám aranykora
- Váczy Péter
- Jacques Le Goff